# Kartoffelpresse

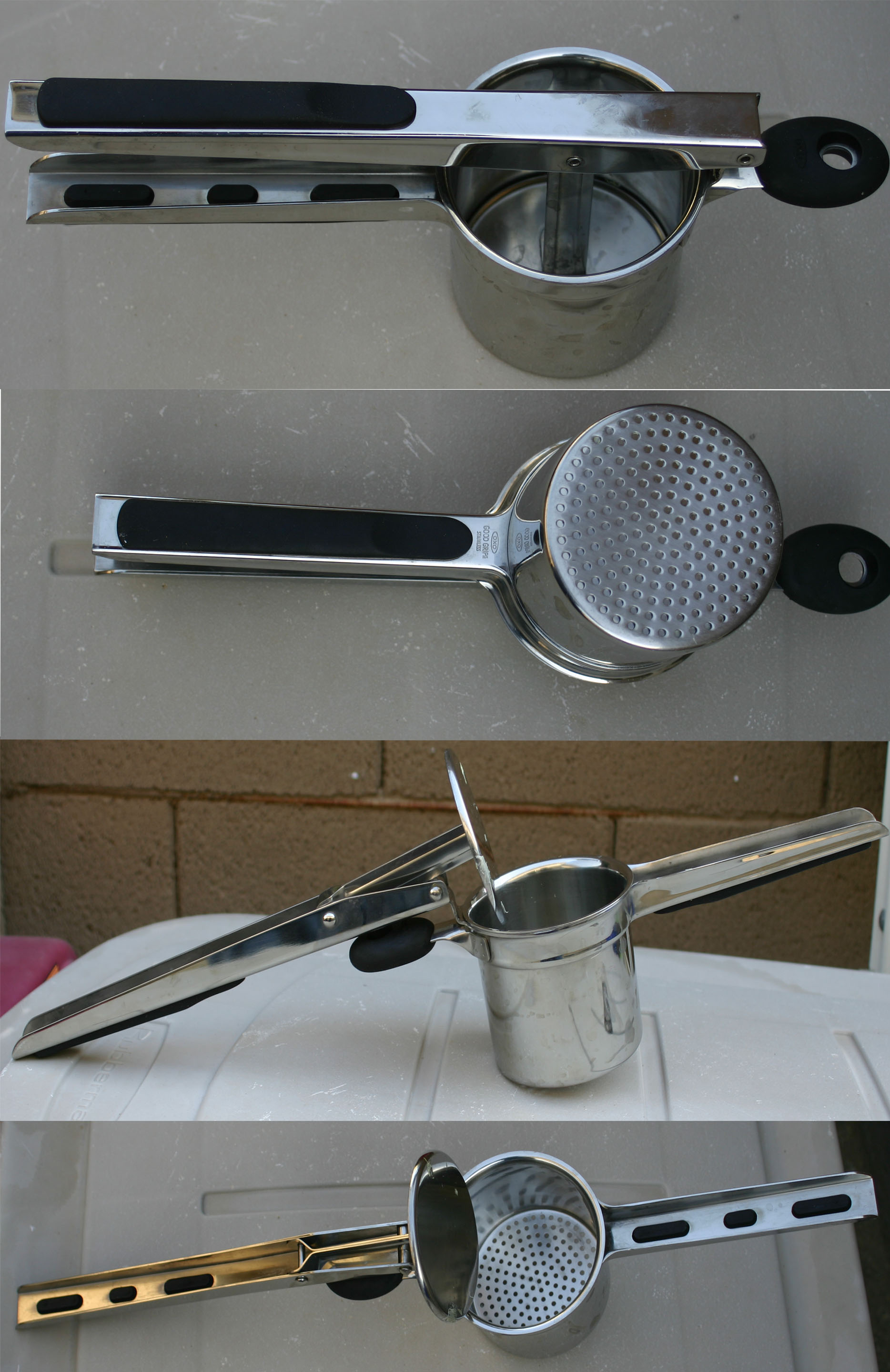

Eine Kartoffelpresse ist ein Küchengerät aus Metall, das benutzt wird, um gekochte Kartoffeln durch mechanische Zerkleinerung zu einem Kartoffelbrei zu verarbeiten. In der Handhabung ist die Kartoffelpresse der Knoblauchpresse sehr ähnlich. Die gewonnene Kartoffelmasse kann zu Kartoffelpüree, Klößen, Kroketten oder auch Spätzle weiterverarbeitet werden. Zusätzlich zur Presse kann bei einigen Gerichten die Verwendung eines Presssacks nötig sein.

## Funktion
Eine Kartoffelpresse besteht aus einem Behälter, in dessen Boden eine Platte mit Löchern oder Schlitzen eingesetzt wird. Mithilfe eines Hebels wird die gekochte Kartoffel nach unten durch die Bodenplatte gedrückt, wodurch eine weiche Kartoffelmasse entsteht. Im Gegensatz zum Kartoffelstampfer ist der Kraftaufwand beim Pressen deutlich geringer.
Ein Sonderfall der Kartoffelpresse ist die Kartoffelwiege (oder Wiegepresse), bei der die gekochten Kartoffeln (auf einer harten Unterlage) durch beidhändige Wiegebewegungen und Pressen durch die Löcher in der Wiege hindurchgedrückt werden. Füllt sich der Oberteil der Wiege, wird das zerkleinerte Material abgenommen oder abgeschüttelt. Die Kartoffelwiege hat den Vorteil, dass sie zur Reinigung nicht auseinandergenommen werden muss; einfach Abwaschen ist ausreichend.

## Galerie

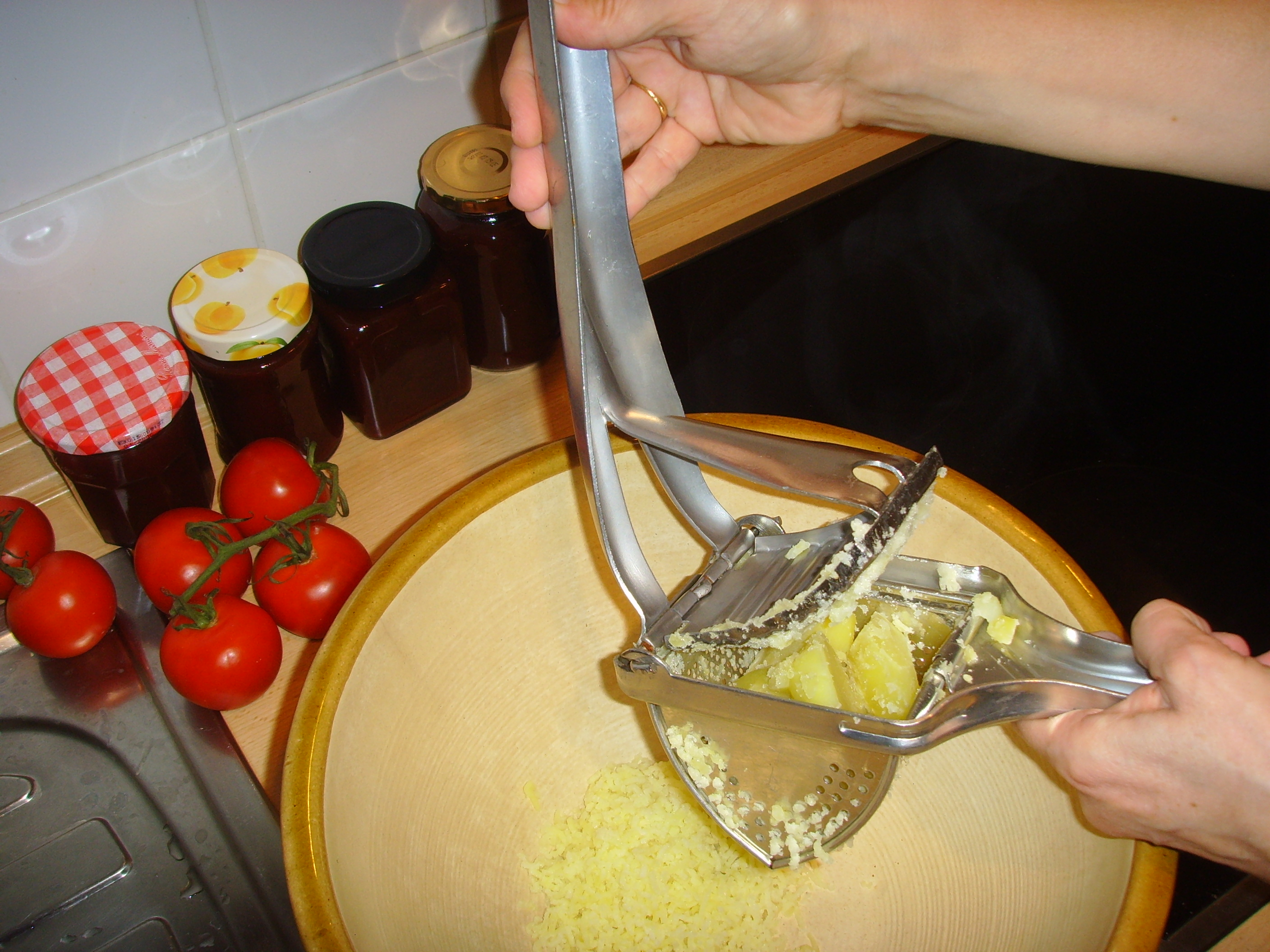
Klassische Presse aus zwei Griffteilen und einem Presssieb
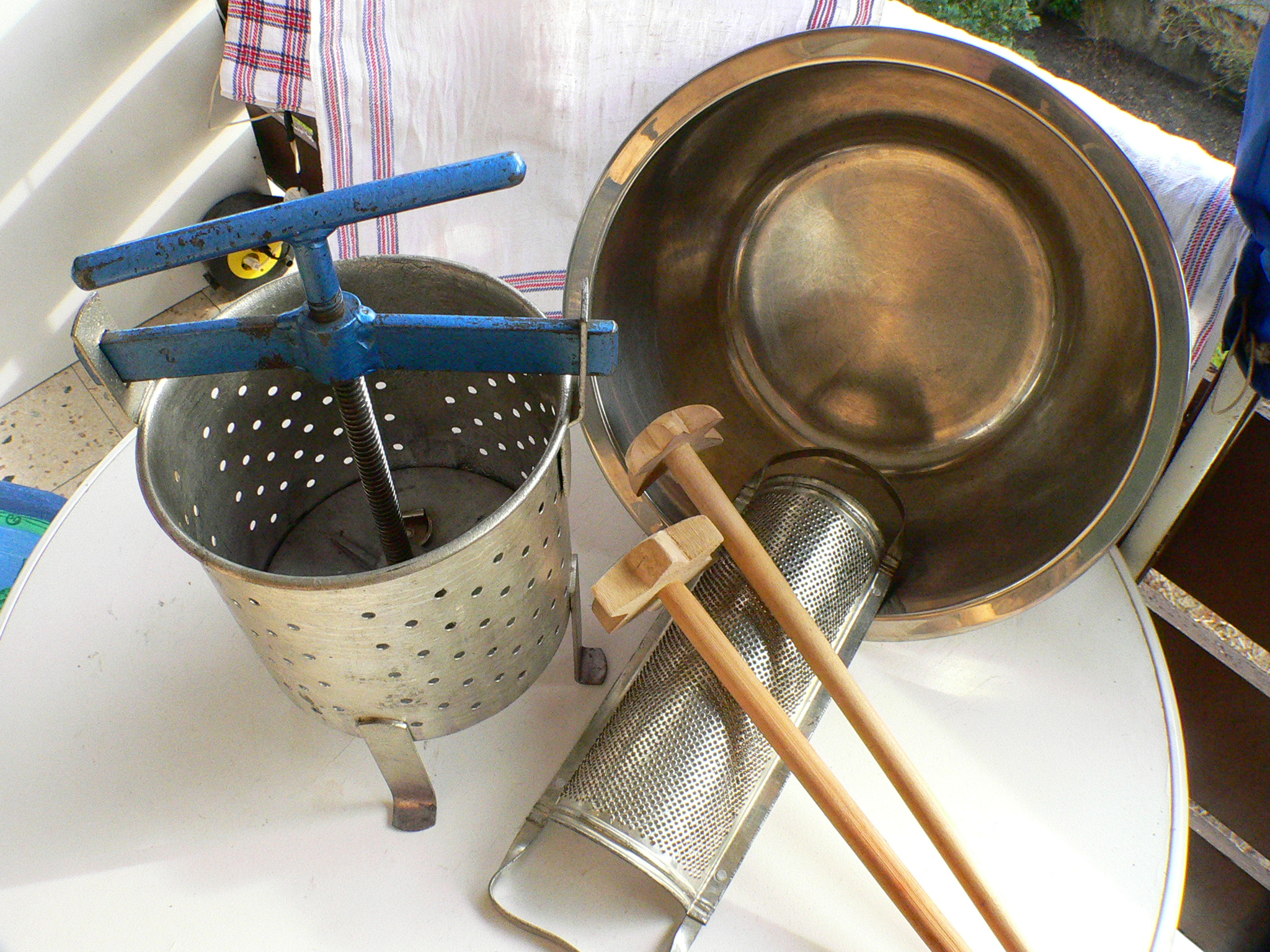
Kartoffelpresse für Coburger oder Thüringer Klöße (Kloßpresse, links im Bild)
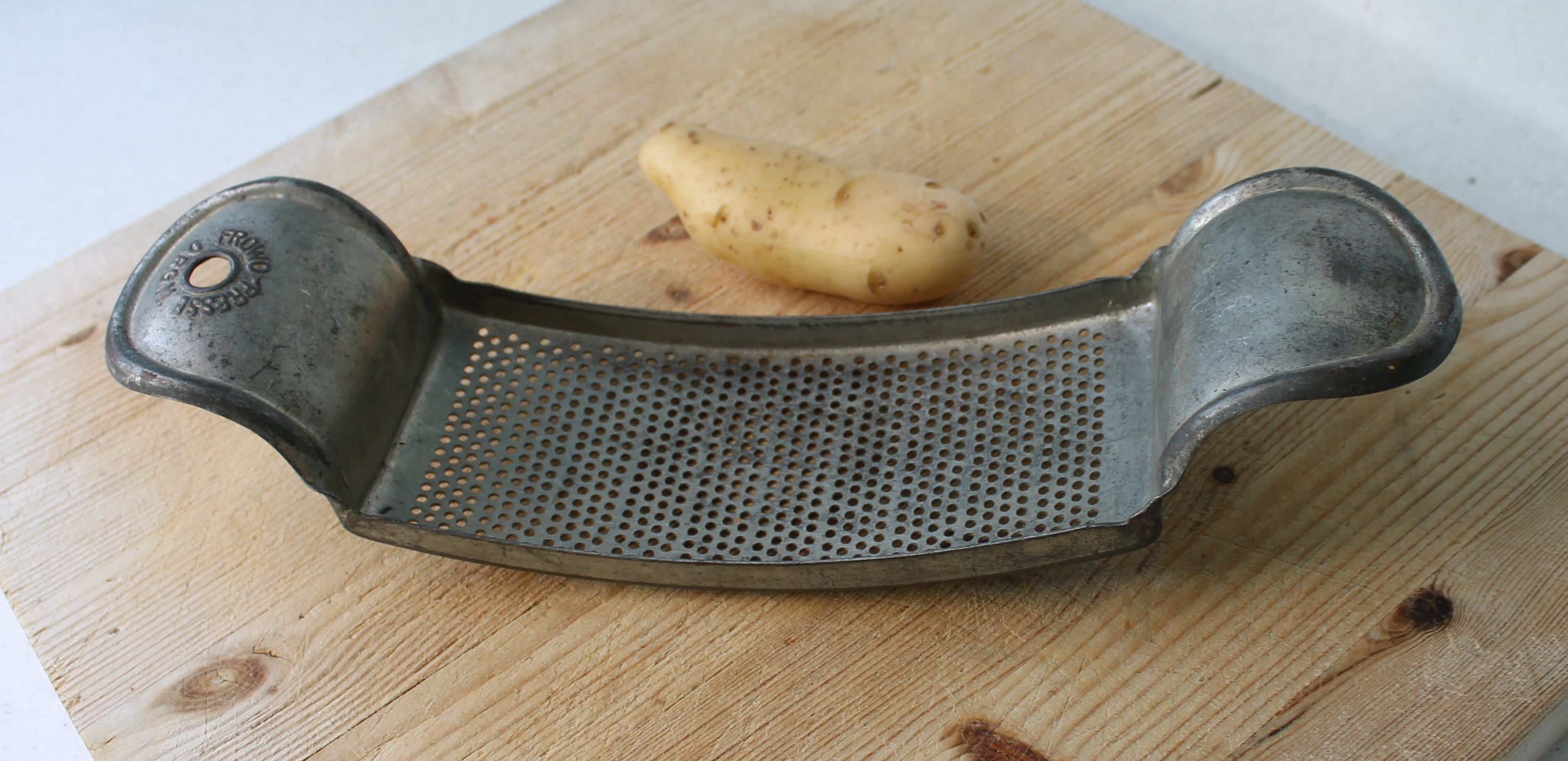
Kartoffelwiege/Wiegepresse